# 細川裕平
細川 裕平（ほそかわ ゆうへい、1949年または1950年 - ）は、日本の地方公務員。兵庫県健康生活部長、同理事、公立八鹿病院組合管理者を歴任。瑞宝小綬章受章。

## 人物・経歴
兵庫県庁入庁、2007年 (平成19年) 4月 中瀬憲一の後任として健康生活部長、2009年4月 同職を久保修一と交代し理事兼但馬県民局但馬長寿の郷長、2013年3月 同職、兵庫県庁を辞職。

### 八鹿病院管理者
同年4月 公立八鹿病院組合管理者に就任。同病院は数年来、経営赤字が続き、経営効率化を図る第２次病院改革プランを策定したばかりだった。しかし外科や内科などの医師と病院職員が細川に対し「意思疎通ができない」「パワハラに嫌悪感を抱いている」などとして2014年11月、管理者の解任を求める嘆願書と請願書を任命権者の広瀬栄・養父市長に提出。2015年3月 経営手法や人事への反発から、事態収拾のため管理者を辞任した。

## 栄典
- 令和3年秋の叙勲で地方自治功労により瑞宝小綬章を受章[1]